# Relacions entre Corea del Sud i la Unió Europea
La Unió Europea (UE) i la República de Corea (Corea del Sud) són importants socis comercials: Corea del Sud és el novè mercat d'exportació de béns de la UE, i la UE és el tercer destí de les exportacions de Corea. Tots dos han signat un acord de lliure comerç que va entrar en vigor a finals del 2011. A més, Corea del Sud és l'únic país del món que compta amb els tres acords econòmics, polítics i de seguretat vigents a partir de 2020.

## Acords
El primer acord entre la UE i Corea del Sud va ser l'Acord de cooperació i assistència administrativa mútua en matèria duanera (signat el 13 de maig de 1997). Aquest acord permet compartir la política de competència entre les dues parts. El segon acord, l'Acord marc de Comerç i Cooperació (promulgat l'1 d'abril de 2001). El marc intenta augmentar la cooperació en diversos sectors, com el transport, l'energia, la ciència i la tecnologia, la indústria, el medi ambient i la cultura.
Després de llargues negociacions, la UE i Corea van signar en 2010 un nou acord marc i un acord de lliure comerç que va ser el primer d'aquest tipus de la UE amb un país asiàtic i elimina pràcticament tots els aranzels i moltes barreres no aranzelàries. Sobre aquesta base, la UE i Corea van decidir l'octubre de 2010 elevar la seva relació a una Associació Estratègica. Aquests acords van entrar en vigor en 2011.

## Reunions
Les cimeres UE-Corea es van celebrar en 2002 (Copenhaguen), 2004 (Hanoi) i 2006 (Hèlsinki) al marge de les reunions de l'ASEM. En 2009 es va celebrar a Seül la primera reunió bilateral en solitari.
Actualment, la delegació del Parlament Europeu per a les relacions amb Corea visita el país dues vegades a l'any per a debatre amb els seus homòlegs coreans. Les reunions dels ministres d'afers exteriors se celebren almenys una vegada a l'any al marge de les reunions regionals de l'ASEAN, encara que les reunions entre el ministre d'afers exteriors coreà i l'Alt Representant de la UE han estat més freqüents, per exemple en les reunions del G20. Les reunions ad hoc entre funcionaris es produeixen gairebé mensualment.